# Bela B.
Bela B., właśc. Dirk Albert Felsenheimer (ur. 14 grudnia 1962 w Berlinie Zachodnim) – niemiecki muzyk punkrockowy, wokalista, perkusista, kompozytor zespołu Die Ärzte, a także aktor filmowy i telewizyjny.

## Życiorys
Urodził się i dorastał w Berlinie, w dzielnicy Spandau. Początkowo szkolił się na policjanta, jednak zrezygnował z tego zamiaru. W 1980 roku, w wieku 18 lat grał z Farinem Urlaubem w zespole punkowym Soilent Grün (Zielona pożywka), nazwanym tak na cześć jednego z filmów science-fiction Soylent Green, nagrodzonego w 1973 nagrodą Saturna.
W 1982 razem z Farinem Urlaubem i Sahniem (Hansem Runge) założył zespół Die Ärzte. W początkowym składzie grali do 1988, potem zespół rozpadł się na pięć lat. Po tym okresie Bela B. ściągnął do Die Ärzte nowego basistę, który zastąpił Sahniego – Rodrigo Gonzaleza (Roda). W składzie Bela, Farin, Rod zespół gra do dzisiaj i nadal należy do najpopularniejszych niemieckich grup muzycznych.
Poza zespołem Die Ärzte Bela B. grał również w zespołach Soilent Grün, S.U.M.P. i Depp Jones. W 2004 wspólnie z Thomasem D z hiphopowego zespołu Die Fantastischen Vier nagrał w formie słuchowiska Fausta Goethego. Dwa lata później podążył w ślady kolegi z zespołu, Farina Urlauba, i nagrał solowy album, nazwany Bingo. W 2009 wydał kolejny album, Code B. Równocześnie jest nadal aktywnym członkiem Die Ärzte.

## Styl
Do charakterystycznych elementów kształtujących styl Beli należą odniesienia do wątków demonicznych. Bela jest autorem piosenek takich jak „Dein Vampyr”, „Mysteryland”, „Der Graf”, „Die Nacht”, czy „Richtig schön evil”, w których ujawniają się te wątki.
Jego pseudonim artystyczny jest złożony: pierwszy człon – Bela – wziął się od nazwiska Béli Lugosiego, jednego z odtwórców roli Drakuli, którego był entuzjastą. Końcówka „B.” to z kolei skrót od imienia Barneya Rubble z Rodziny Flintstone’ów (w wersji niemieckiej jest to Barney Geröllheimer, którego nazwisko przypomina nazwisko Beli – Felsenheimer).
Ze związku z Konstanze Habermann ma syna.

## Dyskografia
- 2004: Thomas D vs. Bela B – Faust vs. Mephisto
- 2006: Bingo
- 2009: Code B

## Filmografia

### Filmy fabularne
- 1981: Manne the Mowie (film krótkometrażowy) jako Manne
- 1982: Captain Berlin – Retter der Welt (film krótkometrażowy) jako zdalnie sterowany mutant
- 1985: Richy Guitar jako Igor
- 2000: Laila – Unsterblich verliebt (TV) jako Jello
- 2000: Salamander jako Ronnie
- 2001: Ein göttlicher Job jako Ingo
- 2003: Space Wolf (wideo) jako Konrad
- 2003: Hamlet_X jako Maître des plaisirs
- 2004: Video Kings jako Tommy
- 2004: Edelweisspiraten jako Hans Steinbrück
- 2006: Sportman van de Eeuw jako Johannes
- 2006: Bye Bye Harry! jako Roman
- 2007: Deichking jako pastor Tietje
- 2007: Trzej zbójcy (Die drei Räuber) jako Flinn (głos)
- 2008: Gonger – Das Böse vergisst nie (TV) jako komisarz Petersen
- 2009: Bękarty wojny (Inglourious Basterds) jako bileter
- 2011: Paul – Ein Alien auf der Flucht jako Biggi
- 2012: Der Sandmann (TV) jako Coppelius / Coppola
- 2014: 3/4 jako Luis

### Seriale TV
- 2002: Tatort – Totentanz jako Olaf Leber / DJ Lupo
- 2003: Kobra – oddział specjalny – odc. Feuertaufe jako Joseph Tscherne
- 2004: Kobra – oddział specjalny – odc. Aż po kres (Für immer und Ewig) jako Joseph Tscherne
- 2017: Einstein jako Martin Stude